# Джилліан Джансон
Саванна Марі Діллард (нар. 23 травня 1995), відома як Джилліан Джансон (англ. Jillian Janson) — американська порноакторка і модель.

## Життєпис
Народилася і виросла в Міннесоті. Має ірландські, норвезькі, шотландські, шведські і валлійські корені.
У 14 років вперше стала працювати — в Макдоналдс, щоб підтримати себе і матір, яка на той час була безробітною. Пізніше працювала в магазині та в аптеці. У 17 років протягом року працювала телепродавчинею. Також була офіціанткою і хостес.
У середній школі потрапила в порноіндустрію. Була змушена переїхати до Каліфорнії через знущання однокласників після того, як вони дізналися про це. Її батько відрікся від неї.

### Порноіндустрія
Навчаючись у середній школі, Джансон підробляла вебмоделлю на сайті еротичних відеотрансляцій MyFreeCams.com, де її помітив порноагент. У серпні 2013 року, через три місяці після свого 18 дня народження, вона потрапила в порноіндустрію. Спочатку використовувала псевдоніми Анна і Джилліан Брукс. У першій сцені знялася для порнофільму Amateur Allure and Fucked Hard 18. Також в 2015 році почала танцювати стриптиз. У 2016 році увійшла в список «Брудна дюжина: Найбільші порнозірки» за версією каналу CNBC. Фотографії Джансон вперше були надруковані в журналі Barely Legal.
У 2018 році вперше знялася в непорнографічній і нееротичній стрічці — фільмі жахів «Синтія»; при цьому зазначила, що є великою фанаткою фільмів жахів.

## Нагороди та номінації
| Рік  | Церемонія        | Результат | Категорія                                                                                     | Фільм                               |
| ---- | ---------------- | --------- | --------------------------------------------------------------------------------------------- | ----------------------------------- |
| 2014 | NightMoves Award | Номінація | Краща нова старлетка                                                                          | Н/Д                                 |
| 2015 | AVN Award        | Номінація | Краща групова сцена (з Carter Cruise, Dani Daniels, Candice Dare, Aidra Fox і Manuel Ferrara) | Manuel Ferrara's Reverse Gangbang 2 |
| 2015 | AVN Award        | Номінація | Краща нова старлетка                                                                          | Н/Д                                 |
| 2015 | NightMoves Award | Перемога  | Краща акторка                                                                                 | Н/Д                                 |
| 2015 | XBIZ Award       | Номінація | Краща нова старлетка                                                                          | Н/Д                                 |
| 2015 | XRCO Award       | Номінація | Краща нова старлетка                                                                          | Н/Д                                 |
| 2016 | AVN Award        | Номінація | Краща анальна сцена (з Mick Blue)                                                             | Just Jillian                        |
| 2016 | AVN Award        | Номінація | Краща сцена подвійного проникнення (з Erik Everhard і James Deen)                             | Just Jillian                        |
| 2016 | AVN Award        | Номінація | Краща сцена оральна                                                                           | Just Jillian                        |
| 2016 | AVN Award        | Номінація | Краща Three-Way сцена — G/G/B (з Ariana Marie і Erik Everhard)                                | Just Jillian                        |
| 2016 | AVN Award        | Номінація | Краща Girl/Girl сцена (з Prinzzess Felicity Jade)                                             | Women Seeking Women 110             |
| 2016 | AVN Award        | Перемога  | Краща POV сцена (з Aidra Fox і Jules Jordan)                                                  | Eye Contact                         |
| 2016 | AVN Award        | Номінація | Найкраща виконавиця року                                                                      | Н/Д                                 |
| 2016 | XBIZ Award       | Номінація | Найкраща секс-сцена(з Ariana Marie і Erik Everhard)                                           | Just Jillian                        |